# Пятакович, Александр Францевич
Александр Францевич Пятакович (1914—1988) — советский военный. Участник Великой Отечественной войны. Герой Советского Союза (1945). Капитан. Почётный гражданин города Сенно. Почётный гражданин города Марьина Горка.

## Биография
Александр Францевич Пятакович родился 25 декабря (12 декабря — по старому стилю) 1914 года в уездном городе Сенно Могилёвской губернии Российской империи (ныне город, административный центр Сенненского района Витебской области Республики Беларусь) в крестьянской семье. Белорус. В 1929 году Александр Францевич окончил семь классов 1-й Сенненской средней школы, а в 1933 году — сельскохозяйственный техникум. Трудовую деятельность начал зоотехником на животноводческой ферме в совхозе «Индустрия» Пуховичского района Минской области Белорусской ССР. В 1936—1938 году проходил срочную службу в Рабоче-Крестьянской Красной Армии. После демобилизации вернулся в совхоз. В 1940 году А. Ф. Пятакович был принят в ряды ВКП(б) и перешёл на работу в Пуховичский райком партии, откуда его вскоре направили поднимать сельское хозяйство на Алтае. Однако в связи со сложной международной обстановкой в апреле 1941 года Александр Францевич вновь был призван в армию Зональным районным военкоматом Алтайского края. С мая 1941 года А. Ф. Пятакович служил в Западном особом военном округе.
В боях с немецко-фашистскими захватчиками А. Ф. Пятакович с июля 1941 года на Западном фронте. Александр Францевич был дважды ранен. Окончил курсы младших лейтенантов. В результате третьего тяжёлого ранения, полученного в июле 1943 года, он долго лечился в госпитале. После излечения лейтенант А. Ф. Пятакович был направлен на учёбу в Камышинское танковое училище, которое он окончил в апреле 1944 года. С 4 мая 1944 года старший лейтенант А. Ф. Пятакович на 1-м Белорусском фронте в должности командира взвода танков Т-34 1-го танкового батальона 65-й танковой бригады 11-го танкового корпуса. Принимал участие в Люблин-Брестской операции стратегического плана «Багратион». При общей неудаче корпуса в боях под Ковелем старший лейтенант А. Ф. Пяткович отличился при освобождении села Торговище Турийского района Волынской области Украинской ССР. Умело маневрируя на поле боя, он огнём орудия уничтожил три противотанковые пушки и два пулемёта, мешавшие продвижению советских танков и пехоты, и первым ворвался в населённый пункт. Когда его Т-34 был подожжён, он продолжил сражаться в пешем строю и, ворвавшись в немецкий ДЗОТ, в одиночку уничтожил засевших там трёх немецких пулемётчиков. Затем Александр Францевич в составе своего подразделения освобождал Любомль и Седлице. В ходе дальнейших действий 11-й танковый корпус поддерживал наступление 69-й армии и способствовал выходу её частей к Висле и захвату плацдарма на левом берегу реки в районе населённого пункта Пулавы. До начала 1945 года старший лейтенант А. Ф. Пятакович принимал участие в боях за удержание и расширение плацдарма на Висле, получившего название Пулавского. Особо Александр Францевич отличился во время Варшавско-Познанской операции 1-го Белорусского фронта, составной части стратегической Висло-Одерской операции.
14 января 1944 года подразделения 69-й и 33-й армий, 11-го и 9-го танковых корпусов перешли в наступление с Пулавского плацдарма и в течение дня прорвали сильно укреплённую и глубоко эшелонированную полосу обороны противника. В период наступления 65-й танковой бригады на радомском направлении взвод старшего лейтенанта А. Ф. Пятаковича действовал в разведке. 15 января на дороге Пулавы — Зволень танкисты обнаружили и атаковали вражескую колонну, уничтожив 6 автомашин с грузами и 26 немецких солдат. Продолжив движение в направлении Радома, Александр Францевич вскоре заметил, что со стороны деревни Юзефув по наступающим частям Красной Армии ведёт интенсивный огонь тяжёлая дальнобойная артиллерий противника. Стремительным манёвром старший лейтенант Пятакович вывел свой взвод во фланг артиллерийского дивизиона и, сходу ворвавшись на его позиции, уничтожил 3 270-миллиметровых орудия, 2 бронетранспортёра и 26 вражеских солдат. Ещё 4 артиллерийских орудия были захвачены танкистами в исправном состоянии. Преследуя стремительно бегущего противника, старший лейтенант Пятакович силами взвода ворвался во вторую линию немецкой обороны на подступах к Радому, и лично уничтожив в ходе ожесточённого боя самоходную артиллерийскую установку, 8 автомашин с боеприпасами и до двадцати вражеских солдат, не дал возможности неприятелю закрепиться на новых заранее подготовленных рубежах, тем самым обеспечив быстрое продвижение бригады. В ходе дальнейшего наступления Александр Францевич принимал участие в освобождении польских городов Радома, Томашува и Лодзи. За образцовое выполнение боевых заданий командования на фронте борьбы с немецкими захватчиками и проявленные при этом отвагу и геройство указом Президиума Верховного Совета СССР от 24 марта 1945 года старшему лейтенанту Пятаковичу Александру Францевичу было присвоено звание Героя Советского Союза.
На заключительном этапе войны в должности командира роты танков Т-34 2-го танкового батальона 65-й танковой бригады старший лейтенант А. Ф. Пятакович принимал участие в Берлинской операции. После прорыва немецкой обороны на Зееловских высотах, рота Пятаковича, действуя в авангарде корпуса, устремилась к Берлину. Стремясь остановить продвижение советских войск, немцы переходили в яростные контратаки. В районе населённых пунктов Оберсдорф и Мюнхехофе противник бросил в бой крупные силы пехоты и танков. Грамотно организовав оборону, Александр Францевич силами своей роты сумел отразить натиск врага и нанести ему большой урон в живой силе и технике. В бою он лично уничтожил 8 тяжёлых танков, 4 артиллерийских орудия, 9 бронетранспортёров и до 140 солдат и офицеров неприятеля. 30 апреля в уличных боях в Берлине, пробиваясь к центру города, А. Ф. Пятакович подбил ещё 2 танка, 2 бронетранспортёра и истребил около 25 фаустников. Когда путь танкистам преградила возведённая немцами баррикада, Александр Францевич под огнём противника организовал разбор завала, после чего стремительным ударом роты овладел двадцатью пятью кварталами города и вышел к Рейхстагу. За отличие в Берлинской операции старший лейтенант Пятакович был представлен к званию Дважды Героя Советского Союза, но в итоге был награждён орденом Красного Знамени. День Победы 1945 года встретил в центре Берлина.
После окончания Великой Отечественной войны А. Ф. Пятакович продолжал службу в армии до 1946 года. В запас он уволился в звании капитана. Вернувшись в Белоруссию, Александр Францевич поселился в городе Марьина Горка, работал инструктором в горкоме ВКП(б)/КПСС. После выхода на пенсию активно участвовал в ветеранском движении, являлся одним из организаторов Пуховичской районной организации ветеранов Великой Отечественной войны. Умер Александр Францевич 9 июня 1988 года. Похоронен в Марьиной Горке.

## Награды и звания
- Медаль «Золотая Звезда» (24.03.1945);
- орден Ленина (24.03.1945);
- орден Красного Знамени (16.06.1945);
- орден Отечественной войны 1-й степени (11.03.1985);
- орден Отечественной войны 2-й степени (23.08.1944);
- медали;
- почётный гражданин городов Сенно и Марьина Горка[4].

## Память
- Имя Героя Светского Союза А. Ф. Пятаковича увековечено на мемориале в парке Победы в Бийске.

## Документы
- Общедоступный электронный банк документов «Подвиг Народа в Великой Отечественной войне 1941—1945 гг.» Дата обращения: 30 августа 2013. Архивировано из оригинала 13 марта 2012 года.

Представление к званию Героя Советского Союза и указ ПВС СССР о присвоении звания.
Орден Красного Знамени (наградной лист и приказ о награждении).
Орден Отечественной войны 2-й степени (наградной лист и приказ о награждении).